# Толстой, Иван Федосеевич
Иван Федосеевич Толстой (1920—1982) — полковник Советской Армии, участник Великой Отечественной войны, Герой Советского Союза (1945).

## Биография
Иван Толстой родился 3 августа 1920 года в Пирятине. Окончил десять классов школы. В 1938 году Толстой был призван на службу в Рабоче-крестьянскую Красную Армию. В 1940 году он окончил Сумское артиллерийское училище. С февраля 1942 года — на фронтах Великой Отечественной войны.
К апрелю 1945 года майор Иван Толстой командовал дивизионом 1015-го артиллерийского полка 397-й стрелковой дивизии 61-й армии 1-го Белорусского фронта. Отличился во время боёв в Германии. В апреле 1945 года дивизион Толстого одним из первых переправился через Одер в районе посёлка Хозивутцен и своим огнём прикрыл переправу основных сил, уничтожив в общей сложности 8 станковых пулемётов, 2 батареи миномётов и около 4 взводов немецкой пехоты.
Указом Президиума Верховного Совета СССР от 31 мая 1945 года за «мужество и умелые действия при форсировании реки Одер» майор Иван Толстой был удостоен высокого звания Героя Советского Союза с вручением ордена Ленина и медали «Золотая Звезда» за номером 6862.
После окончания войны Толстой продолжил службу в Советской Армии. В 1956 году он окончил Военную артиллерийскую академию имени Ф. Э. Дзержинского. В 1967 году в звании полковника Толстой был уволен в запас. Проживал и работал в Астрахани. Скончался 17 сентября 1982 года.
Был также награждён орденами Красного Знамени, Александра Невского, Отечественной войны 1-й и 2-й степеней, Красной Звезды, рядом медалей.